# Rok Rojšek
Rok Rojšek (* 8. März 1970 in Celje, SR Slowenien) ist ein ehemaliger slowenischer Eishockeyspieler und derzeitiger Trainer. Zuletzt spielte er von 2004 bis 2008 beim HDK Maribor in der Slowenischen Eishockeyliga. Seit 2022 ist er Cheftrainer der kroatischen Nationalmannschaft.

## Karriere
Rojšek lernte das Eishockeyspielen bei Cinkarna Celje in seiner Heimatstadt, für den er bereits im Alter von 15 Jahren in der Jugoslawischen Eishockeyliga zum Einsatz kam. Bis zum Zerfall Jugoslawiens spielte er für verschiedene Vereine aus Slowenien, Kroatien und Serbien und wurde 1991 mit dem KHL Medveščak Zagreb letzter Landesmeister des ungeteilten Balkanstaates. Anschließend spielte er verschiedene Vereine in der slowenischen Liga. Dabei wurde er in der Spielzeit 1997/98, als er für den HK Celje spielte, Topscorer der Liga. Unterbrochen wurde die Zeit in der slowenischen Liga durch ein Jahr in den Vereinigten Staaten, in dem er auch zu einem ECHL-Einsatz für die Johnstown Chiefs kam, und drei Spielzeiten in der kroatischen Hauptstadt Zagreb, wobei er 2002 mit dem KHL Medveščak Zagreb Kroatischer Meister wurde. Von 2004 bis 2008 ließ er seine Karriere beim HDK Maribor ausklingen.

### International
Noch für Jugoslawien nahm Rojšek an der Junioren-B-Weltmeisterschaft teil. Für Slowenien stand er im Aufgebot bei den C-Weltmeisterschaften 1993, 1994, 1995 und 1996.

### Trainertätigkeit
Bereits während seiner Spielerkarriere war Rojšek ab 2006 für den slowenischen Verband als Trainer tätig und wurde überwiegend im Nachwuchsbereich eingesetzt. Bei der Weltmeisterschaft 2013 war er Cheftrainer der slowenischen Inlinehockeynationalmannschaft. Neben seiner Verbandstätigkeit war er von 2013 bis 2016 auch Cheftrainer des HK Celje.
Seit 2022 ist er Cheftrainer der kroatischen Nationalmannschaft.

## Erfolge und Auszeichnungen
- 1991 Jugoslawischer Meister mit dem KHL Medveščak Zagreb
- 1998 Topscorer der Slowenischen Eishockeyliga
- 2002 Kroatischer Meister mit dem KHL Medveščak Zagreb